# La Salvetat-Lauragais
La Salvetat-Lauragais (okzitanisch La Salvetat de Lauragués) ist eine französische Gemeinde mit 149 Einwohnern (Stand: 1. Januar 2022) im Département Haute-Garonne in der Region Okzitanien (vor 2016 Midi-Pyrénées). Sie gehört zum Arrondissement Toulouse und zum Kanton Revel. Die Einwohner werden Salvetatiens genannt.

## Lage
La Salvetat-Lauragais liegt 30 Kilometer östlich von Toulouse, in der Landschaft Lauragais am Ufer des Flusses Vendinelle. Umgeben wird La Salvetat-Lauragais von den Nachbargemeinden Albiac im Westen und Norden, Le Faget im Nordosten, Auriac-sur-Vendinelle im Osten und Süde sowie Caraman im Südwesten und Westen.

## Bevölkerungsentwicklung
| Jahr                       | 1962 | 1968 | 1975 | 1982 | 1990 | 1999 | 2006 | 2013 | 2020 |
| Einwohner                  | 107  | 103  | 68   | 65   | 70   | 97   | 136  | 137  | 151  |
| Quellen: Cassini und INSEE |      |      |      |      |      |      |      |      |      |

## Sehenswürdigkeiten
- Kirche Saint-Éloi, erbaut im 16. Jahrhundert

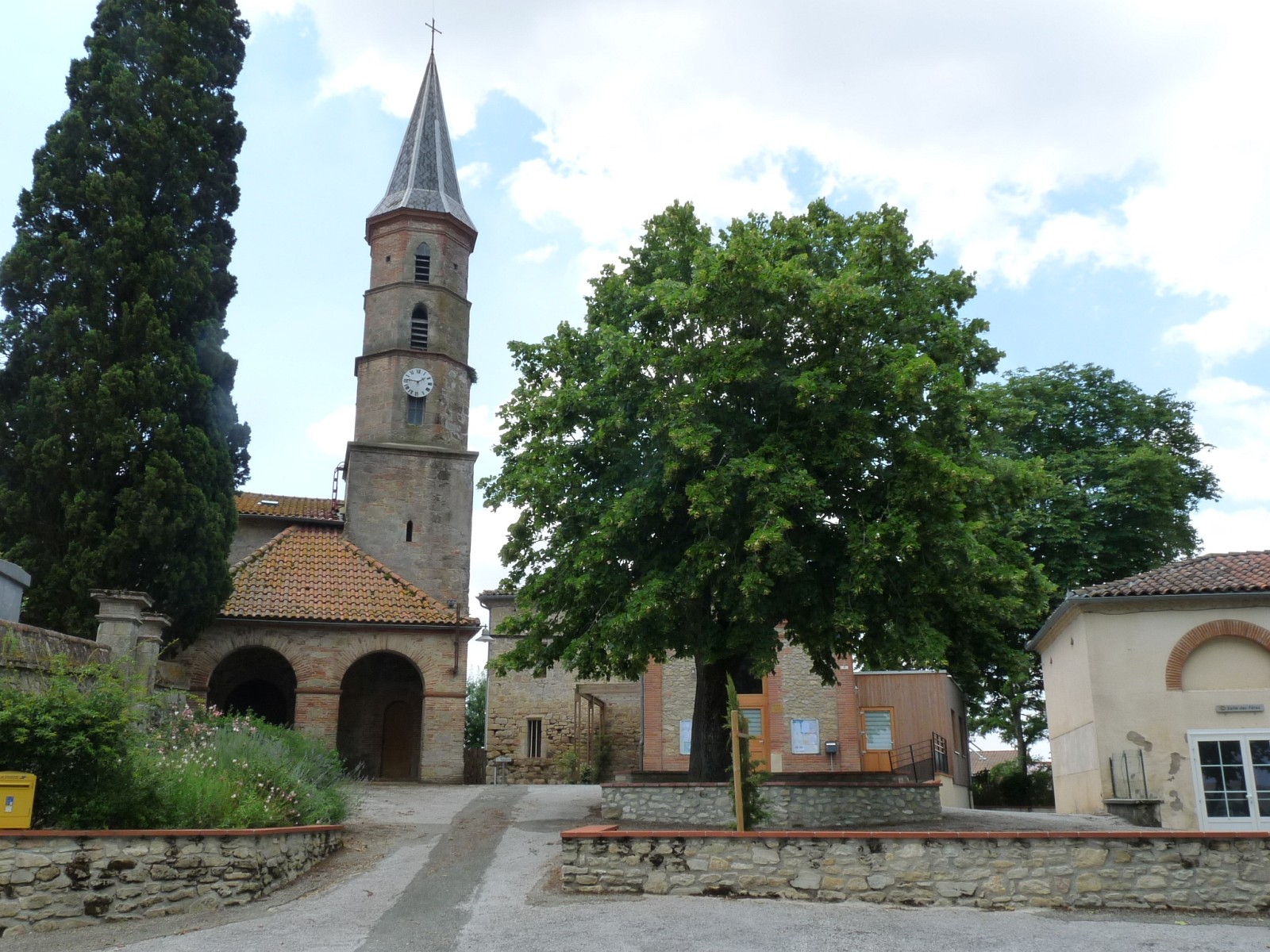
Kirche Saint-Éloi

- Schloss aus dem 18. Jahrhundert